# Okrugla tikvica
Okrugla tikvica je vrsta laboratorijskog posuđa s nizom primjena, jer uz odgovarajuće nastavke može postati dio velikog broja aparatura. Može imati brušeno grlo i ravno dno, a ima je s raznim debljinama stijenke i različitih obujama. Ako ima brušeno grlo i debele stijenke, prikladna je za isisavanje plina, tzv. evakuiranje.
Prikladna je za jednoliko zagrijavanje i miješanje tekućina.